# Petr Arenberger
Petr Arenberger, né le 4 décembre 1958 à Prague, est un homme politique, médecin et universitaire tchèque. Il est directeur du département de dermatovénérologie de la faculté de médecine de l'université Charles à Prague et de l'hôpital universitaire Kralovske Vinohrady.

## Biographie

### Situation personnelle
Il est marié à la dermatologue et professeur associée Monika Arenbergová, finaliste de Miss Tchécoslovaquie en 1989. Ils ont deux filles, Simona et Nicol.

### Parcours académique et profession
Petr obtient son diplôme de médecine à l'Université Charles de Prague en 1984 et effectue son internat dans le département de dermatovénérologie de l'hôpital universitaire de Prague. En 1987, il passe 1 an en allergologie. Depuis 1988, il travaille dans le département de dermatovénérologie. Il a également passé 3 ans à l'Université Louis-et-Maximilien à Munich, et à l'Université Stanford en Californie. Depuis 2001, il est titulaire de la chaire du département de dermatovénérologie de l'université Charles et de l'hôpital universitaire.
Ses intérêts scientifiques incluent le psoriasis, l'eczéma atopique, le mélanome et d'autres tumeurs malignes épidermiques et hématologiques, la thérapie ciblée du cancer de la peau, mais également la physiopathologie de l'acné vulgaire, de l'hidrosadénite suppurée, des plaies chroniques et des infections cutanées bactériennes et virales. Il s'occupe également de la dermatochirurgie et de la dermatologie esthétique.
Petr est membre honoraire de 6 sociétés dermatologiques (allemande, autrichienne, nord-américaine, serbe, hongroise et tchèque). Il est président de la Société tchèque de dermatovénérologie et du Conseil européen de dermatovénérologie de l'Union européenne des médecins spécialistes, vice-président de l'Association médicale tchèque et membre du conseil d'administration de la Société de dermatovénérologie corrective et esthétique et du Conseil scientifique de la Chambre médicale tchèque.
Il a reçu deux prix :
- Médaille d'argent du Parlement tchèque pour sa contribution inaltérable à la dermatovénérologie (2017) ;
- Titre de meilleur médecin de l'année par un syndicat de patients (2017).

### Parcours politique
D'avril à mai 2021, il est Ministre de la Santé de la République Tchèque, dans le gouvernement Babiš II. Il est critiqué pour avoir dissout un groupe d'experts le conseillant durant la pandémie de COVID-19, et qui accusait le gouvernement de mal gérer la crise sanitaire.